# پول اندرسون
پول اندرسون (انگلیسی: Poul Anderson؛ ۲۵ نوامبر ۱۹۲۶ – ۳۱ ژوئیهٔ ۲۰۰۱) یک نویسنده، پدیدآور، و رمان‌نویس اهل ایالات متحده آمریکا بود.
وی همچنین برنده جوایزی همچون جایزه نبولا شده است.